# 中西良行
中西 良行（なかにし よしゆき、1985年4月17日 - ）は、日本の男性元総合格闘家。滋賀県出身。Team M.A.D.所属。元DEEPライトヘビー級王者。元DEEPミドル級王者。 DEEP史上初の2階級同時制覇王者。

## 来歴
2005年7月3日、第31回全日本サンボ選手権大会・男子シニアの部100kg級に出場。決勝で長谷川智宏に勝利し優勝を果たした。
2006年6月18日、第32回全日本サンボ選手権大会・男子シニアの部100kg級に出場。決勝で小林勇介に勝利し2連覇を果たした。
2007年7月1日、第33回全日本サンボ選手権大会・男子シニアの部100kg級に出場。決勝で久原雅史に一本勝ちを収め3連覇を果たした。
2007年9月15日、プロデビュー戦となったclub DEEP 東京で中村護と対戦し、開始32秒右フックでKO勝ちを収めた。
2008年7月6日、第34回全日本サンボ選手権・男子シニア100kg級に出場。決勝で大類宗次郎に勝利し、4連覇を果たした。
2008年7月17日、DEEP M-1チャレンジ5 in JAPANで水野竜也と対戦し、パウンドでKO負けを喫した。
2010年2月28日、DEEP 46 IMPACTのDEEP初代ライトヘビー級王者決定トーナメント1回戦で畑智昭と対戦し、アームバーで一本勝ちを収めた。この試合から所属がPRBからTeam MADになった。
2010年4月17日、DEEP 47 IMPACTの準決勝でクリスチャン・"トントン"・ムプンボと対戦し、4-1の判定勝ち。決勝では野地竜太と対戦し、5-0の判定勝ちでDEEPライトヘビー級王座を獲得した。同時にDREAM.14で開幕予定であったDREAMライトヘビー級グランプリ出場権を獲得したが、同グランプリは開催されなかった。
2010年10月24日、DEEP 50 IMPACTで柴田勝頼と対戦し、パウンドによるTKO勝ちを収めた。この試合はミドル級への転向を見据え86kg契約となった。
2011年2月25日、DEEP 52 IMPACTで桜井隆多と対戦し、腕ひしぎ十字固めで一本負け。この試合はミドル級（83.90kg以下）転向初戦となったが、前日計量で950gオーバーとなり、試合開始前にイエローカード2枚が提示された。
2011年6月24日、DEEP 54 IMPACTのDEEPライトヘビー級タイトルマッチで挑戦者のベルナール・アッカと対戦し、サッカーボールキックでKO勝ちし、初防衛に成功した。
2012年10月19日、DEEP 60 IMPACTのDEEPライトヘビー級タイトルマッチで挑戦者の悠羽輝と対戦し、判定勝ちを収め2度目の防衛に成功した。
2014年4月29日、DEEP 60 IMPACTのDEEPライトヘビー級タイトルマッチで挑戦者の井上俊介と対戦し、TKO勝ちを収め3度目の防衛に成功した。
2014年10月26日、DEEP 69 IMPACTのDEEPミドル級次期王者挑戦者決定戦で桜井隆多と対戦し、判定勝ちを収めた。
2014年12月21日、DEEP 70 IMPACTのDEEPミドル級タイトルマッチで王者の中村和裕に挑戦し、判定勝ちを収め王座獲得に成功した。DEEP史上初の2階級制覇を成し遂げた。
2015年10月11日、DEEP CAGE IMPACT 2015 in OSAKAのDEEPミドル級タイトルマッチで挑戦者のRYOと対戦し、2-3の判定負けを喫し王座陥落した。
2019年3月9日、DEEP 88 IMPACTで引退式が行われた。

## 戦績
| 総合格闘技 戦績 | 総合格闘技 戦績 | 総合格闘技 戦績 | 総合格闘技 戦績 | 総合格闘技 戦績 | 総合格闘技 戦績 | 総合格闘技 戦績 |
| --------------- | --------------- | --------------- | --------------- | --------------- | --------------- | --------------- |
| 22 試合         | (T)KO           | 一本            | 判定            | その他          | 引き分け        | 無効試合        |
| 16 勝           | 7               | 2               | 7               | 0               | 0               | 1               |
| 5 敗            | 3               | 1               | 1               | 0               | 0               | 1               |

| 勝敗 | 対戦相手                           | 試合結果                           | 大会名                                                             | 開催年月日     |
| ×    | 長谷川賢                           | 1R 2:04 KO（右フック）             | DEEP 77 IMPACT                                                     | 2016年8月27日  |
| ×    | RYO                                | 5分3R終了 判定2-3                  | DEEP CAGE IMPACT 2015 in OSAKA 【DEEPミドル級タイトルマッチ】      | 2015年10月11日 |
| ○    | 中村和裕                           | 5分3R終了 判定5-0                  | DEEP 70 IMPACT 〜中村和裕引退興行〜 【DEEPミドル級タイトルマッチ】 | 2014年12月21日 |
| ○    | 桜井隆多                           | 5分3R終了 判定3-0                  | DEEP 69 IMPACT 【DEEPミドル級次期王者挑戦者決定戦】                | 2014年10月26日 |
| ○    | 井上俊介                           | 2R 0:58 TKO                        | DEEP 66 IMPACT 【DEEPライトヘビー級タイトルマッチ】                | 2014年4月29日  |
| ○    | RYO                                | 5分3R終了 判定2-1                  | TRIBE TOKYO FIGHT ～長南亮引退興行～                               | 2013年10月20日 |
| ×    | アレクサンダー・ロジャ             | 1R 4:20 KO                         | WFC 18                                                             | 2013年6月16日  |
| ○    | 悠羽輝                             | 5分3R終了 判定5-0                  | DEEP 60 IMPACT 【DEEPライトヘビー級タイトルマッチ】                | 2012年10月19日 |
| －   | メルヴィン・マヌーフ               | 1R 2:08 ノーコンテスト（両者負傷） | ONE FC 3: War of the Lions                                         | 2012年3月31日  |
| ○    | 増田裕介                           | 2R 0:33 TKO                        | DEEP CAGE IMPACT 2011 in TOKYO 2nd ROUND                           | 2011年10月29日 |
| ○    | ベルナール・アッカ                 | 1R 1:07 KO（サッカーボールキック） | DEEP 54 IMPACT 【DEEPライトヘビー級タイトルマッチ】                | 2011年6月24日  |
| ×    | 桜井隆多                           | 3R 3:48 腕ひしぎ十字固め           | DEEP 52 IMPACT                                                     | 2011年2月25日  |
| ○    | 柴田勝頼                           | 1R 4:06 TKO（パウンド）            | DEEP 50 IMPACT 〜10年目の奇跡〜                                    | 2010年10月24日 |
| ○    | 野地竜太                           | 5分2R終了 判定5-0                  | DEEP 47 IMPACT 【初代ライトヘビー級王者決定トーナメント 決勝】     | 2010年4月17日  |
| ○    | クリスチャン・"トントン"・ムプンボ | 5分2R終了 判定4-1                  | DEEP 47 IMPACT 【ライトヘビー級王者決定トーナメント 準決勝】       | 2010年4月17日  |
| ○    | 畑智昭                             | 1R 4:30 アームバー                 | DEEP 46 IMPACT 【ライトヘビー級王者決定トーナメント 1回戦】        | 2010年2月28日  |
| ○    | アキム・アセニネ                   | 1R 4:51 アキレス腱固め             | M-1 Challenge 18: Netherlands 1日目 【日本 vs. フランス 93kg超級】 | 2009年8月15日  |
| ○    | 加藤実                             | 1R 2:12 TKO（パウンド）            | GRACHAN 2                                                          | 2009年7月12日  |
| ×    | 水野竜也                           | 1R 4:13 KO（パウンド）             | DEEP M-1チャレンジ5 in JAPAN                                       | 2008年7月17日  |
| ○    | 井上俊介                           | 5分2R終了 判定3-0                  | DEEP 34 IMPACT                                                     | 2008年2月22日  |
| ○    | 加藤善之                           | 1R 0:56 KO（右フック）             | club DEEP 東京 & フューチャーキングトーナメント全国大会            | 2008年1月14日  |
| ○    | 中村護                             | 1R 0:32 KO（右フック）             | club DEEP 東京                                                     | 2007年9月15日  |

## 獲得タイトル
- 全日本サンボ選手権大会 男子シニアの部100kg級 4連覇（2005年 - 2008年）
- 初代DEEPライトヘビー級王座（2010年）
- 第7代DEEPミドル級王座（2014年）